# Мајеровце
Мајеровце (слч. Majerovce) насељено је мјесто са административним статусом сеоске општине (слч. obec) у округу Вранов на Топлој, у Прешовском крају, Словачка Република.

## Становништво
| Година:    | 1994. | 2004.   | 2014.   | 2024.   |
| ---------- | ----- | ------- | ------- | ------- |
| Број људи: | 455   | 448     | 444     | 436     |
| Разлика:   |       | -1,53 % | -0,89 % | -1,80 % |

| Година:    | 2023. | 2024.   |
| ---------- | ----- | ------- |
| Број људи: | 431   | 436     |
| Разлика:   |       | +1,16 % |

Према подацима о броју становника из 2024. године насеље је имало 436 становника.